# Подвязки

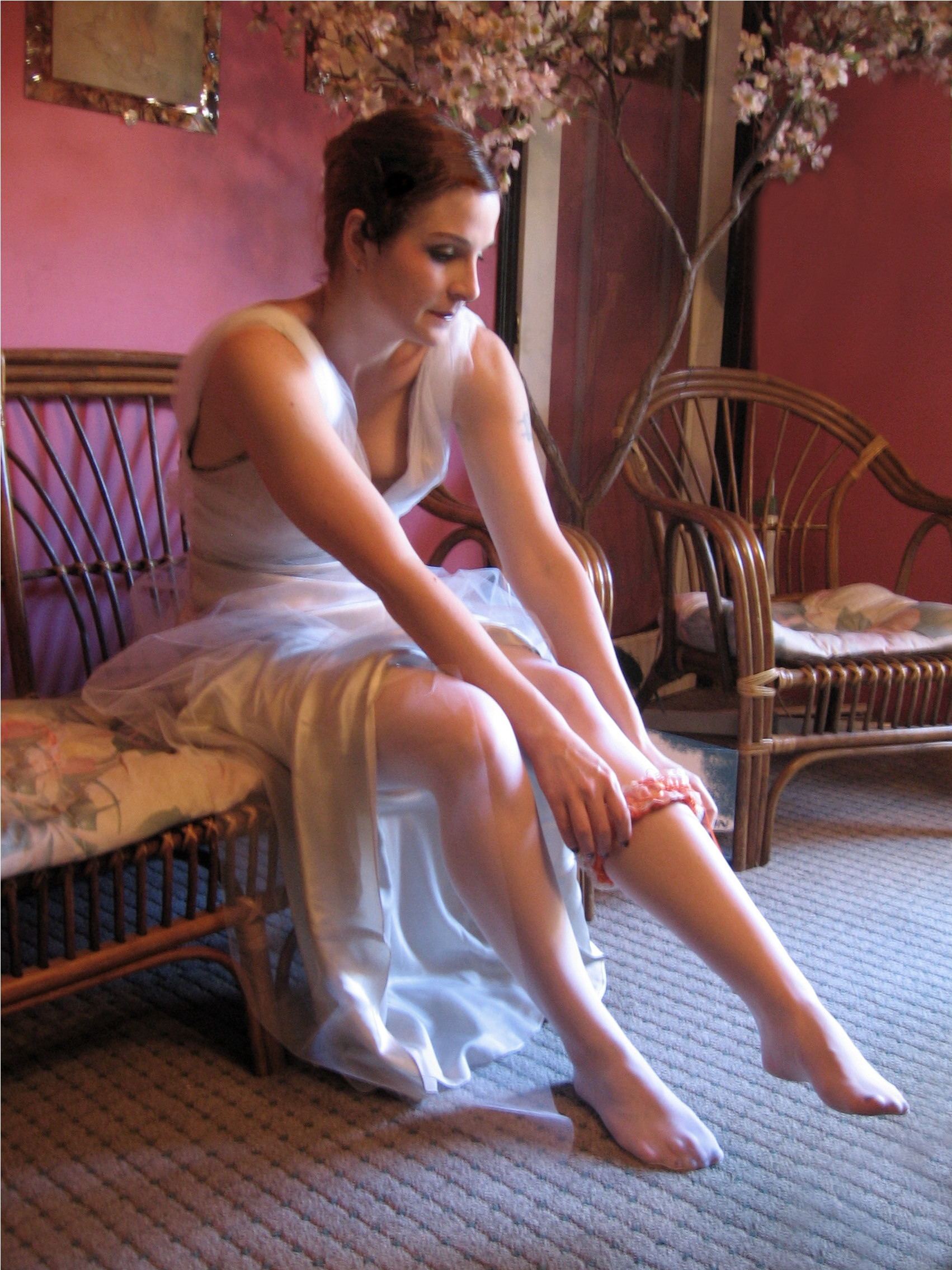
Подвязка в форме тесьмы

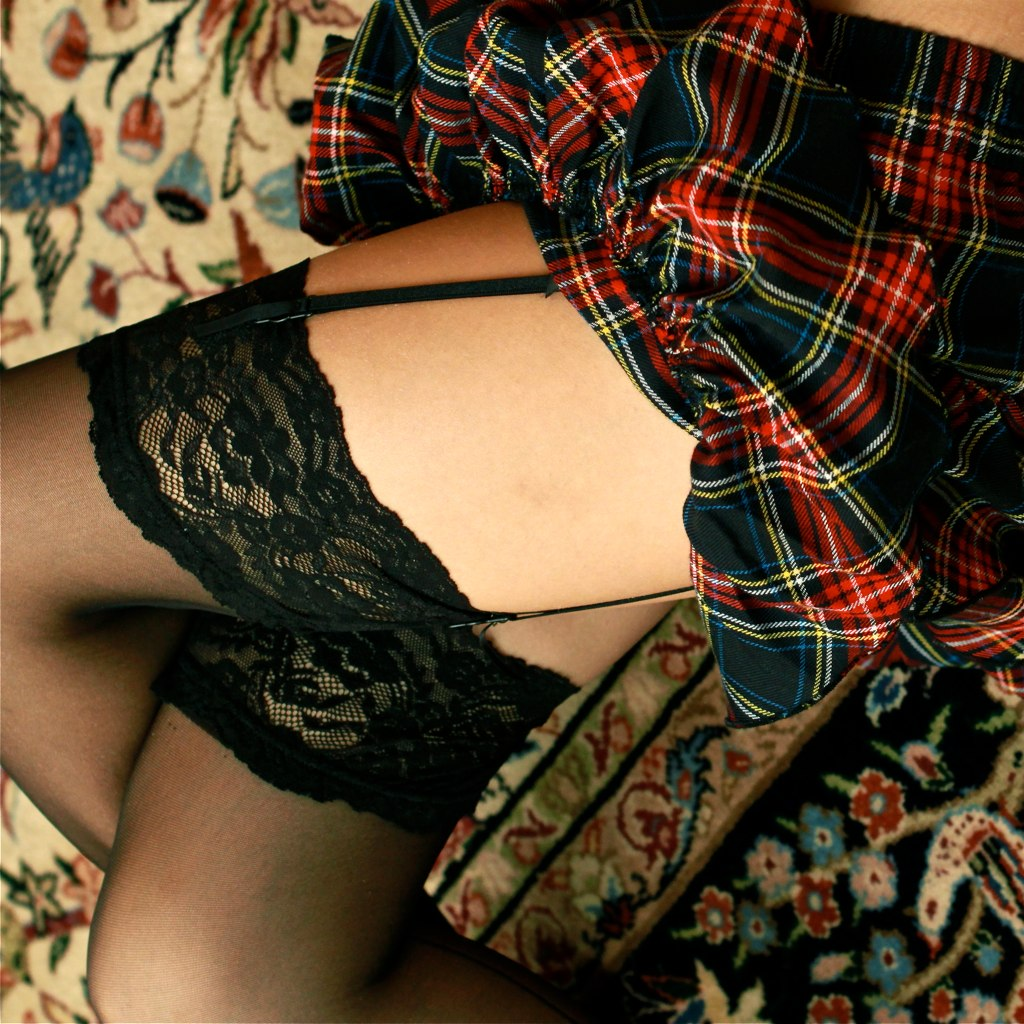
Подвязки в виде резинок

Подвя́зки — предмет женского нижнего белья, представляющий собой резинки или тесьму, служащие для поддержания чулок. Обычно шириной около 2—3 см, сделаны из крепкой ткани или кожи. Подвязки в форме тесьмы широко использовались в XVIII—XX веках, носились чуть ниже колена, в месте утончения ноги, не позволяя чулкам соскальзывать вниз. С появлением чулок, сделанных из эластомеров, надобность в их ношении отпала (в современных чулках приняла форму силиконовой полосы, держащей чулок на ноге). Однако, несмотря на то, что подвязки потеряли своё функциональное значение, некоторые женщины продолжают их носить главным образом по причине моды, эстетики и сексуальной привлекательности. Подвязки в форме резинок используются как элемент крепления пояса для чулок непосредственно к чулкам. В зависимости от высоты чулок варьируется и высота подвязок, носятся выше колена в районе бедра.

## Подвязки в форме тесьмы
Подвязки в форме тесьмы являются важным атрибутом свадебного наряда невест. В соответствии с рядом традиций жених бросает подвязку мужской части гостей свадьбы. Исторически эта традиция обусловливается верой в то, что предмет одежды невесты принесёт удачу. Эквивалентом этому действию со стороны невесты является бросание свадебного букета незамужним девушкам, согласно поверью, поймавшая букет в скором времени выйдет замуж.
В честь подвязок назван старейший на сегодняшний день рыцарский орден в мире — Благороднейший Орден Подвязки, образованный в 1348 году в Англии. Существует ряд легенд о происхождении Ордена; известнейшая связана с графиней Солсбери. Во время танца с королём Эдуардом она уронила подвязку и окружающие засмеялись, король же поднял подвязку и повязал её на собственную ногу со словами: «Honi soit qui mal y pense» (наиболее точный перевод: «Пусть стыдится подумавший плохо об этом»), ставшими девизом ордена.

## Подвязки в форме резинок
Пояс для чулок — результат эволюции шосс (колгот-чулок, характерных для позднего Средневековья). Шоссы изготавливались из неэластичных тканей (лён, сукно) и не могли держаться самостоятельно: было необходимо использовать подвязки в форме тесьмы или привязывать шоссы к поясу, именно в этот момент появились подвязки в форме резинок. Пояс для чулок долгое время был совмещён с корсетом, к 30-м годам XX века стал независимой деталью гардероба, вместе с ним эволюционировали и подвязки. В настоящее время в практических целях используются редко, обычно используются в качестве фетиша, как для привлечения сексуального внимания, так и для развития уверенности в собственной сексуальности.